# Daniel-Louis Seiler
 (février 2019).
Daniel-Louis Seiler est un politologue français d'origine belge né à Ixelles en 1943.

## Biographie
Fils de Henri-Joseph Seiler et de son épouse Marie-Antoinette Miren, il est marié et père de trois filles[réf. nécessaire].
Spécialiste de la politique comparée et des partis politiques, il est professeur émérite à Sciences Po Aix. Fondateur avec André-Paul Frognier, Jean-François Médard et Jean-Louis Thiébault de la Revue internationale de politique comparée, il a codirigé la collection Politiques comparées aux éditions Economica.
Il fut président du jury de l'agrégation de science politique (2010-2011) et membre du Comité national du CNRS (1995-2000). Un des premiers à appliquer le paradigme des clivages fondamentaux de Lipset et Rokkan qu'il introduisit dans la science politique francophone, il développa, par la suite, une théorie multidimensionnelle des partis, classés en fonction des grands clivages historiques dont ils sont issus.

## Formation et carrière
Docteur en Science politique de l'Université catholique de Louvain avec une thèse sur Le comportement politique du monde catholique wallon (sous la direction de Jean Buchmann), il est l'auteur de treize ouvrages, de quatre directions d'ouvrages et de nombreux articles et contributions.
Il a eu une carrière atypique car internationale : Assistant à l'université de Namur (1968-1973), Maître de conférences à l'University College Dublin (1973-1975), Professeur à l'Université du Québec à Montréal (1975-1980), à l'Université de Lausanne (1980-1993), Professeur associé à Sciences Po, Chaire André Siegfried (1992-1993) puis à la faculté de droit de Bordeaux, il est nommé Professeur des universités à Sciences Po Bordeaux (1994-2003) puis à Aix-en-Provence depuis 2003.
En 2012, il rejoint la European School of Political and Social Sciences (ESPOL), créée la même au sein de l'Université catholique de Lille, où il enseigne jusqu'en 2014 la science politique et les systèmes partisans en Europe, ainsi qu'un cours de Gastronomie et politique, cours unique en son genre en Europe.
Il fut, en outre, Visiting Scholar à l'Université du Michigan à Ann Arbor (1973) et à l'Universié de Californie à Los Angeles au Center for Russian and East European Studies à l'invitation de son collègue Andrzej Korbonski [Quoi ?] (été 1992), Professeur invité aux universités suivantes : Autonome de Barcelone (1993), du Pays basque à Bilbao, Université Catholique de Louvain, Université du Colorado à Boulder et Université Ludwig-Maximilian à Fribourg-en-Brisgau.
Il fut membre élu (SGEN-CFDT) du Comité National de la Recherche Scientifique et du Conseil de Département des SHS (1995-2000) et Président du Jury de l'Agrégation de Science Politique en 2011 marquée par une grande première: six femmes reçues sur huit candidats admis. Il est également cofondateur en 1994 de la Revue internationale de Politique comparée avec André-Paul Frognier, Jean-François Médard et Jean-Louis Thiébault. En 2014 il abandonna toutes ses activités de conférencier et d'enseignant pour se retirer dans le Luberon et se consacrer à l'écriture.

## Travaux
Daniel-Louis Seiler est l'introducteur en France, du paradigme de Lipset et Rokkan dit des quatre clivages fondamentaux, une théorie historico-conflictuelle - au sens de Lapalombara et Weiner - de la genèse des partis politiques.
Pour Stein Rokkan les partis naquirent des effets fonctionnels et territoriaux de deux révolutions, nationale puis industrielle engendrant quatre clivages :
1. Église/État,
2. Centre/Périphérie,
3. Possédants, propriétaires et employeurs/Travailleurs,
4. Intérêts urbains/Intérêts ruraux.

L'apport spécifique de Seiler est d'avoir développé le paradigme de Rokkan transformé en tableau général des partis en Europe occidentale et centrale, espace délimité par l'héritage du christianisme occidental ; catholique, protestant et sécularisé ; il n'est donc applicable, ni dans le monde orthodoxe ni en terre d'Islam.
L'auteur construit ainsi huit familles de partis s'opposant, deux à deux, sur chaque ligne de clivage et ce dans une perspective diachronique : « les partis sont les témoins du passé ». Ces familles partisanes sont respectivement : les partis démocrates-chrétiens, les partis laïcs, les partis centralistes, les partis de défense de la périphérie (autonomistes, régionalistes, nationalistes périphériques), les partis patrimoniaux (conservateurs, libéraux, radicaux), les partis de défense des non-possédants (travaillistes, sociaux-démocrates, socialistes) et pour le dernier clivage, côté « rural », les partis agrariens et paysans, ce dernier clivage a fait l'objet d'une nouvelle objectivation à la suite de la crise des écosystèmes pour se muer en clivage industrie/nature qui engendre les partis écologistes.
Se réclamant de Gaston Bachelard et de Pierre Bourdieu, D.-L. Seiler refuse de prendre pour argent comptant les auto-positionnements des partis et leurs adhésions aux très (trop) accueillantes internationales des partis. Il arrache ainsi - suivant l'expression de Michel Offerlé - le « faux nez » de la démocratie chrétienne allemande (CDU-CSU) et du PPE où la démocratie chrétienne centriste est désormais minoritaire.
Il est également l'auteur de recherches portant sur la Carte conceptuelle de l'Europe occidentale de Stein Rokkan et publiées dans les revues Pôle Sud, Revue Internationale de Politique comparée et dans un ouvrage intitulé : Qu'est-ce que l'Europe ?